# Либертаријански клуб
Либертаријански клуб (Либек) је невладина и непрофитабилна организација, која окупља све заинтересоване појединце, који верују да је принцип слободе најважнији моменат политичког и економског система једног друштва. Либек у свом деловању афирмише елементарне постулате и идеје класичног либерализма. Либертаријанизам, као савремени интелектуални покрет, инсистира на идејама индивидуалних слобода, ограничене владе и слободе тржишта. Међу најважније теоретичаре класичног либерализма истичу се: Џон Лок, Адам Смит, Дејвид Хјум и Вилхелм фон Хумболт. Свако на свој начин утицали су на радове које су писали Фридрих фон Хајек, Милтон Фридман и Роберт Нозик, најважнији теоретичари либертаријанизма двадесетог века. Савремени либертаријанизам карактеристичан је, пре свега, за англо-саксонско интелектуално подручје.